# Agriphila tolli
Agriphila tolli là một loài bướm đêm trong họ Crambidae.